# Cities in Dust
Cities in Dust è un singolo del gruppo musicale inglese Siouxsie and the Banshees, pubblicato il 18 ottobre 1985 come primo estratto dall'album Tinderbox.

## Il disco

### Storia e accoglienza
La canzone racconta della città di Pompei, distrutta in un'eruzione vulcanica nel 79 d.C., descrivendo il vulcano e la sua camera magmatica, la condizione delle vittime dell'eruzione, la successiva scoperta e lo scavo della città.
Il 12" di Cities in Dust, pubblicato dalla Geffen Records, è stato il primo singolo dei Banshees realizzato negli Stati Uniti.
Cities in Dust è stato il maggior successo post-punk tra i singoli pubblicati dai Banshees fino ad allora. Ha anche una melodia più da musica pop rispetto alle precedenti pubblicazioni della band, anche se i testi sono ancora "dark", menzionando un santuario dei Lares Familiares. L'ottimista ritmo in 4/4 ne ha fatto successo nelle discoteche. Cities in Dust ha raggiunto il nº 21 della classifica britannica. Anche se non è la prima canzone di Siouxsie and the Banshees ad entrare nella il Hot Dance Club Play americana, è il loro primo successo significativo, salendo al nº 17.
Il cantante Brett Anderson dei Suede ha citato Cities in Dust come una delle sue canzoni preferite.

### Cover, lascito e cultura di massa
Cities in Dust è stata una cover dell'artista di musica elettronica Junkie XL con Lauren Rocket nel 2008, pubblicato come singolo dall'album Booming Back at You. La cover è apparsa anche nel videogioco di guida Burnout Paradise, come pure nella compilation album OMFGG – Original Music Featured on Gossip Girl No. 1, distribuito dalla The CW, dopo la prima stagione di Gossip Girl. Cities in Dust è stato rivisitato anche dal gruppo brasiliano Pato Fu, per l'album Daqui Pro Futuro del 2007. Una cover della canzone degli The Everlove è stata utilizzata nei trailer per il videogioco Transformers: La caduta di Cybertron: la stessa cover è anche la musica del trailer per la quarta stagione della serie televisiva dell'HBO Il Trono di Spade.
Recentemente è stata inclusa nella colonna sonora del film Atomica bionda e in quella della serie televisiva GLOW prodotta da Netflix.

## Tracce
Testi di Sioux, musiche di Siouxsie and the Banshees.

### 7"
Lato A
1. Cities in Dust ° - 4:05

Lato B
1. An Execution - 3:51

### 12"
Lato A
1. Cities in Dust (Extended Eruption Mix)° - 6:48

Lato B
1. An Execution - 3:51
2. Quarterdrawing of the Dog - 4:59

°(Mixato da Steve Churchyard)

## Formazione
- Siouxsie Sioux - voce, pianoforte
- John Valentine Carruthers - chitarra, tastiere
- Steven Severin - basso, tastiere, pianoforte, drum box
- Budgie - batteria, percussioni, waterphone

## Classifiche
| Classifica (1985)   | Posizione massima |
| ------------------- | ----------------- |
| Regno Unito         | 21                |
| Stati Uniti (dance) | 17                |
| Irlanda             | 22                |
| Paesi Bassi         | 37                |